# 4350 Shibecha
4350 Shibecha è un asteroide della fascia principale del diametro medio di circa 24 km. Scoperto nel 1989, presenta un'orbita caratterizzata da un semiasse maggiore pari a 2,6267516 UA e da un'eccentricità di 0,1945529, inclinata di 13,66208° rispetto all'eclittica.